# Mengusovce
Mengusovce jsou obec na Slovensku v okrese Poprad. Jsou vstupní branou do Vysokých Tater. První písemná zmínka o Mengusovcích pochází z roku 1398 Většina obyvatelstva se hlásí k evangelické církvi. Mezi nejvýznamnější kulturní památky obce patří evangelický kostel a zvonice, katolický kostel sv. Tomáše a modlitebna baptistů.

## Turismus
V obci se nachází mnoho domácností nabízejících ubytování, penzionů, potraviny, pošta, knihovna, mateřská škola, běžkařské tratě - v zimě, fotbalový klub, jezdecké společnosti apod.

Při výjezdu z obce směrem k obci Štôla se nachází turistická chata oddílu KČT 1. Brněnská.

## Doprava
Mengusovce jsou křižovatkou silnic E50 a dálnice D1. Je zde pravidelné autobusové spojenie Poprad – Svit – Mengusovce – Vyšné Hágy – Štrbské Pleso a zpět.